# Piz d'Esan
Piz d'Esan är en bergstopp i Schweiz.   Den ligger i regionen Maloja och kantonen Graubünden, i den östra delen av landet, 200 km öster om huvudstaden Bern. Toppen på Piz d'Esan är 3 127 meter över havet, eller 293 meter över den omgivande terrängen. Bredden vid basen är 2,2 km.
Terrängen runt Piz d'Esan är huvudsakligen bergig, men söderut är den kuperad. Runt Piz d'Esan är det ganska glesbefolkat, med 25 invånare per kvadratkilometer.. Närmaste större samhälle är Samedan, 17,6 km sydväst om Piz d'Esan. 
Trakten runt Piz d'Esan består i huvudsak av gräsmarker.